# Ilha Solteira
Ilha Solteira é um município brasileiro no interior do estado de São Paulo. Localizada próximo ao encontro dos rios Tietê e Paraná e à divisa com o Estado do Mato Grosso do Sul, é uma das mais importantes cidades da hidrovia Tietê-Paraná, principal meio de transporte do Mercosul. Sua população de acordo com o Censo 2022 (IBGE) era de 25 549 habitantes.

## Estância turística
Ilha Solteira é um dos 29 municípios paulistas considerados estâncias turísticas pelo Estado de São Paulo, por cumprirem determinados pré-requisitos definidos por Lei Estadual. Tal status garante a esses municípios uma verba maior por parte do Estado para a promoção do turismo regional. Também, o município adquire o direito de agregar junto a seu nome o título de Estância Turística, termo pelo qual passa a ser designado tanto pelo expediente municipal oficial quanto pelas referências estaduais. Assim, a cidade dispõe de hotéis, pousadas e casas de veraneio para aluguel, oferecendo também boas opções de restaurantes que servem pratos típicos da região.

## Topônimo
De uma pequena ilha solitária, no Rio Paraná, conhecida por Ilha Solteira, se origina o nome da cidade de Ilha Solteira.

## História
Foi uma das poucas cidades planejadas do Brasil, construída e administrada pela CESP, na época, Centrais Elétricas de São Paulo e depois Companhia Energética de São Paulo, para abrigar os trabalhadores da Usina Hidrelétrica de Ilha Solteira, a ser instalada no rio Paraná.
A cidade foi construída em razão do enorme contingente de mão-de-obra necessária à construção da Usina Hidrelétrica, do longo prazo para a execução dessas obras, e da ausência de infra-estrutura urbana de apoio próximo ao local. Essa região, carente de apoio por parte de centros maiores, precisou desenvolver uma infra-estrutura mínima para a construção de alojamentos e vilas operárias para os trabalhadores. Até então a ocupação da região, pertencente ao distrito de Bela Floresta, era marcada pela pecuária extensiva, pelos latifúndios, pela baixa densidade populacional e pela grande distância dos centros mais significativos.
Seu planejamento devia ser suficientemente flexível, para dimensionar todos os equipamentos necessários ao funcionamento da cidade em sua primeira etapa de "acampamento", atendendo às necessidades básicas de uma população de cerca de 40 mil habitantes, e possibilitar sua expansão progressiva, de acordo com o desenvolvimento futuro da cidade. As obras de terraplanagem foram iniciadas em 1966 e a construção do núcleo urbano em 1967.
Em 15 de outubro de 1968, dia considerado a data de sua fundação, os primeiros trabalhadores ocuparam suas casas no núcleo residencial, ainda um acampamento em construção de acordo com o planejamento que previa uma cidade cuja população ficasse em torno de 53 mil habitantes residindo em cerca de 6 mil casas, além das instalações comunitárias. Em dezembro de 1968 haviam sido construídas 582 casas em Ilha Solteira.
Em 1970, no entanto, Ilha Solteira, contando com mais de 20 mil habitantes, mudara totalmente de aspecto, com áreas urbanizadas, estabelecimentos comerciais e vários estabelecimentos de ensino, com mais de 6 mil alunos matriculados, adquirindo o aspecto de uma cidade habitada. À medida que as casas continuavam a ser construídas em ritmo acelerado, o equipamento comum era ampliado, as ruas e calçadas recebiam acabamento, o asfalto e a iluminação chegavam e a cidade perdia por completo a semelhança com um grande canteiro de obras.
A cidade de Ilha Solteira também atraiu pequenos comerciantes e trabalhadores de diversas áreas (professores, bancários, profissionais da saúde, entre outros) que viram oportunidade de crescimento e mudança de vida na jovem cidade.
A área habitacional, formada por quadras simétricas, compostas por casas do mesmo nível obedecia ao critério que agrupava a população em níveis de categoria profissional. A cada um desses níveis correspondia um tipo de casa. Os tipos de cada casa diferiam um do outro não apenas na extensão do terreno e tamanho da área construída, como nas melhorias internas que apresentavam.
A cidade inteira obedece a uma estrutura urbanística derivada da necessidade de seguir um padrão arquitetônico único. No fim do ano de 1973 a cidade, já então consolidada, contava com 5.276 residências.
Em outubro de 1970 a nomenclatura das vias e logradouros da cidade foram estabelecidos de acordo com o mapa do Brasil, onde cada alameda corresponde ao nome de um estado e cada quadra, chamada de "Passeio" recebeu o nome de um município do estado a que se refere à alameda.
Já o Cartório de Registro Civil das Pessoas Naturais do distrito de Bela Floresta foi transferido para o núcleo urbano de Ilha Solteira pela Resolução nº 1, de 29/12/1971, do Tribunal de Justiça do Estado de São Paulo..
Por compreender uma área importante e estratégica para a geração de energia elétrica, também no território do distrito de Bela Floresta foi iniciada a construção da Usina Hidrelétrica Três Irmãos, esta localizada no rio Tietê.
Cerca de vinte anos depois Ilha Solteira já pleiteava sua emancipação política, mas para que isso se concretizasse a sede do distrito de Bela Floresta teve que ser transferida para lá.

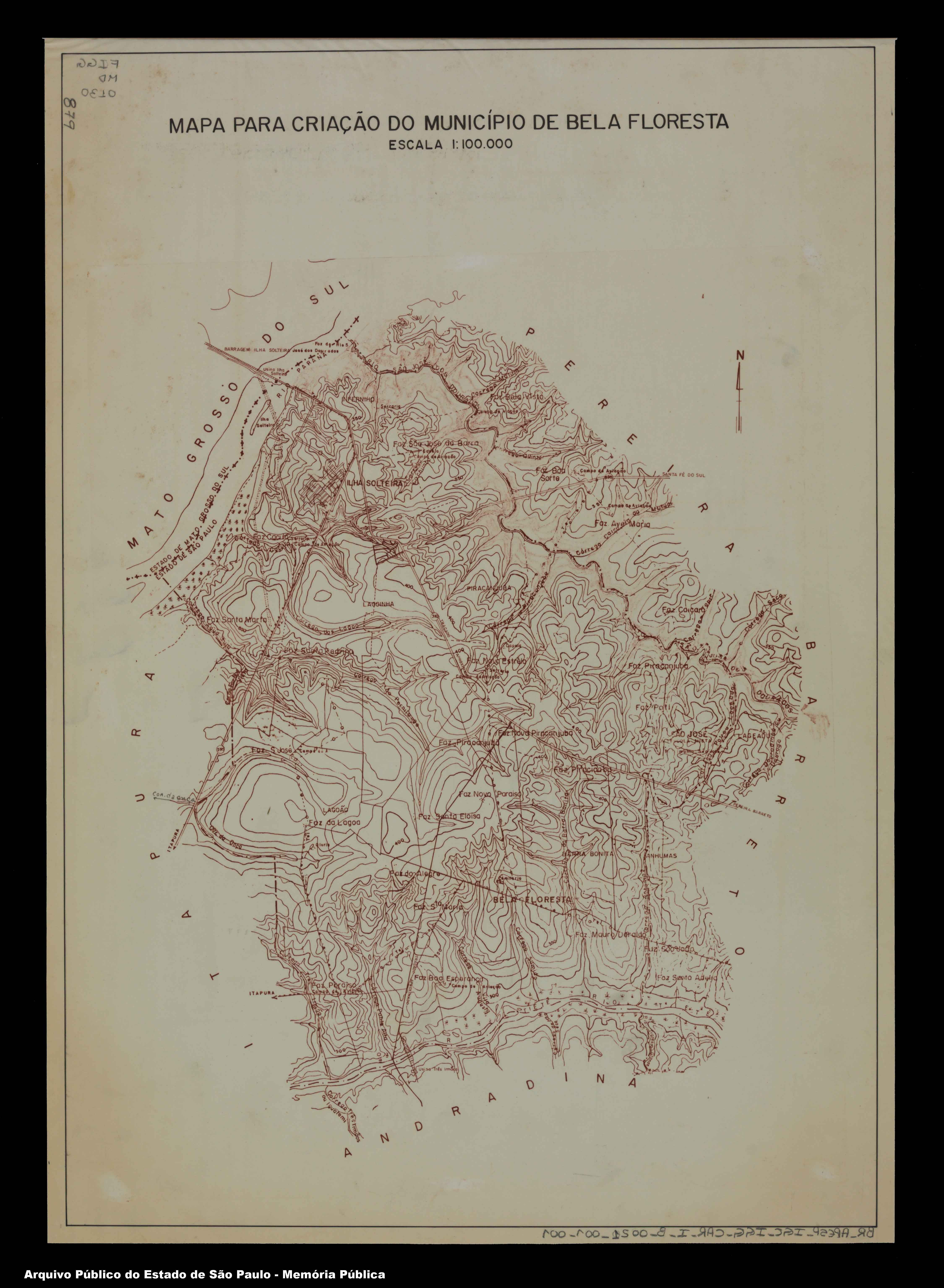
Mapa para a criação do então município de Bela Floresta, antes da alteração de sua sede e de suas divisas, e que deu origem ao município de Ilha Solteira.

Logo após, através de um abaixo assinado, os moradores de Bela Floresta reivindicaram continuar pertencendo a Pereira Barreto, sendo então alteradas as divisas originais do distrito. Esta foi uma das tratativas políticas para que a cidade de Pereira Barreto não saísse mais prejudicada, pois senão a Usina Hidrelétrica Três Irmãos, que ainda estava em construção, também faria parte do novo município.

### Formação territorial-administrativa
Histórico da formação do município:
- Pela Lei Municipal nº 1.633, de 08/05/1989, substituída pela Lei Municipal nº 1.794, de 29/08/1990, a sede do distrito de Bela Floresta, do município de Pereira Barreto, é transferida para Ilha Solteira, com alteração de suas divisas.[16][17]
- Município criado com a denominação de Ilha Solteira pela Lei nº 7.664, de 30/12/1991.

## Geografia

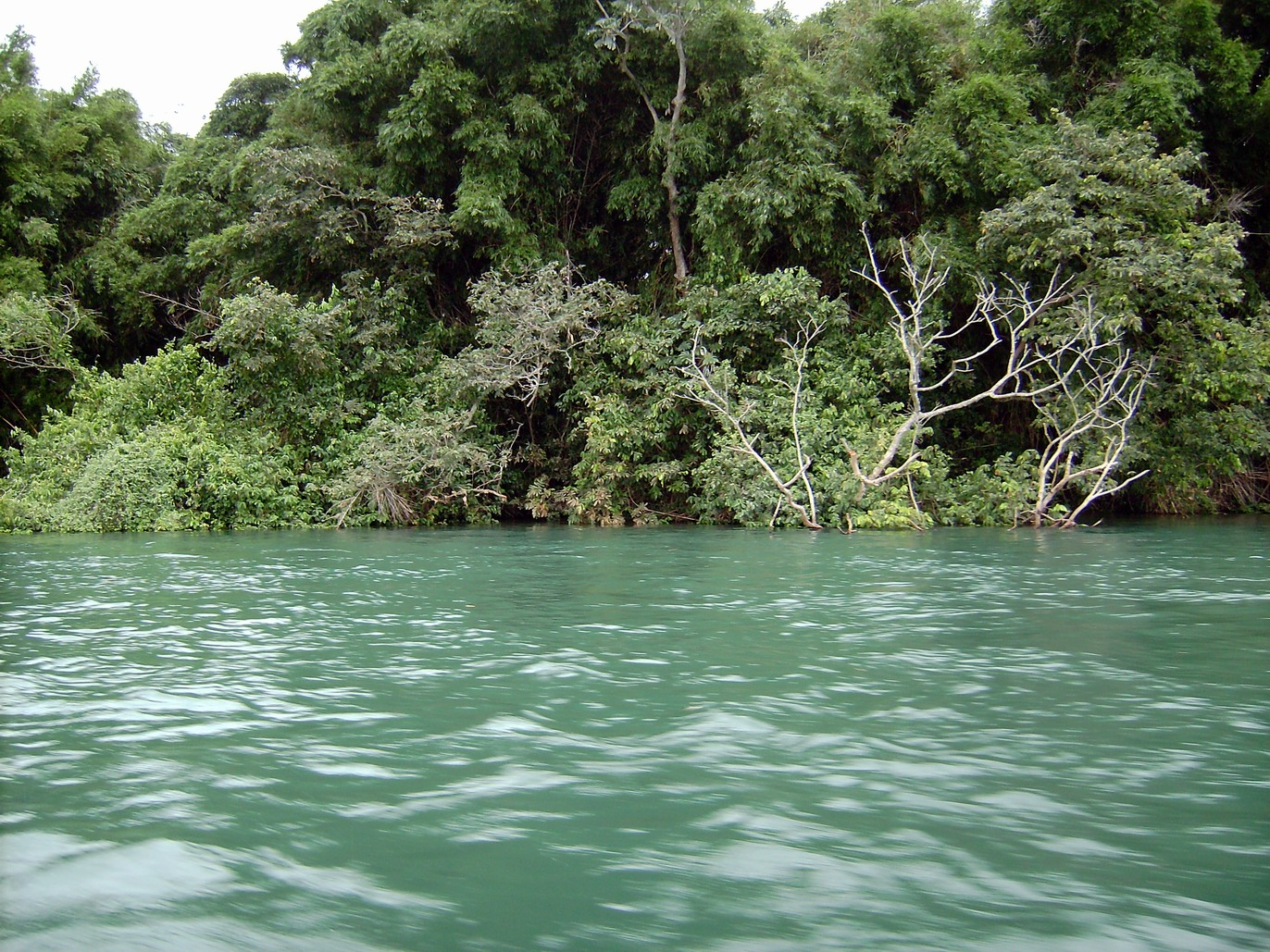
Trecho do rio Paraná em Ilha Solteira.

Localiza-se a uma latitude 20º25'58" sul e a uma longitude 51º20'33" oeste, estando a uma altitude de aproximadamente 335 metros. Possui uma área de 659,4 km². A cidade está situada no extremo noroeste do estado de São Paulo, na margem paulista do Rio Paraná, próximo da confluência com o rio São José dos Dourados.

### Hidrografia
O Município é banhado pelo Rio Paraná (Oeste), Rio Tietê (ao Sul) e São José dos Dourados (ao Centro), sendo que os dois últimos têm sua desembocadura no primeiro.

### Vegetação
Caracterizada pela Mata Tropical Latifoliada Semidecídua (formações cerrado, cerradão e campos antrópicos).

### Clima
Classificado como tropical chuvoso de bosque, o clima de Ilha Solteira é marcado por chuvas de verão e estiagem no inverno. A temperatura média anual é de 23,6º Celsius. Índice Pluviométrico: 1.300mm anuais.
| Temperatura e precipitação média de Ilha Solteira entre 1961 e 1990 | Temperatura e precipitação média de Ilha Solteira entre 1961 e 1990 | Temperatura e precipitação média de Ilha Solteira entre 1961 e 1990 | Temperatura e precipitação média de Ilha Solteira entre 1961 e 1990 | Temperatura e precipitação média de Ilha Solteira entre 1961 e 1990 | Temperatura e precipitação média de Ilha Solteira entre 1961 e 1990 | Temperatura e precipitação média de Ilha Solteira entre 1961 e 1990 | Temperatura e precipitação média de Ilha Solteira entre 1961 e 1990 | Temperatura e precipitação média de Ilha Solteira entre 1961 e 1990 | Temperatura e precipitação média de Ilha Solteira entre 1961 e 1990 | Temperatura e precipitação média de Ilha Solteira entre 1961 e 1990 | Temperatura e precipitação média de Ilha Solteira entre 1961 e 1990 | Temperatura e precipitação média de Ilha Solteira entre 1961 e 1990 | Temperatura e precipitação média de Ilha Solteira entre 1961 e 1990 |
| Mês                                                                 | Jan                                                                 | Fev                                                                 | Mar                                                                 | Abr                                                                 | Mai                                                                 | Jun                                                                 | Jul                                                                 | Ago                                                                 | Set                                                                 | Out                                                                 | Nov                                                                 | Dez                                                                 |                                                                     |
| ------------------------------------------------------------------- | ------------------------------------------------------------------- | ------------------------------------------------------------------- | ------------------------------------------------------------------- | ------------------------------------------------------------------- | ------------------------------------------------------------------- | ------------------------------------------------------------------- | ------------------------------------------------------------------- | ------------------------------------------------------------------- | ------------------------------------------------------------------- | ------------------------------------------------------------------- | ------------------------------------------------------------------- | ------------------------------------------------------------------- | ------------------------------------------------------------------- |
| Mínima temperatura média °C                                         | 22                                                                  | 22.1                                                                | 21.6                                                                | 18.8                                                                | 16                                                                  | 14.2                                                                | 13.9                                                                | 15.1                                                                | 16.9                                                                | 19.9                                                                | 20.9                                                                | 21.5                                                                |                                                                     |
| Máxima temperatura média °C                                         | 31.7                                                                | 31.6                                                                | 31.6                                                                | 30.5                                                                | 28.4                                                                | 27.3                                                                | 27.7                                                                | 30.2                                                                | 30.6                                                                | 31.6                                                                | 31.9                                                                | 31.7                                                                |                                                                     |
| Precipitação média mm                                               | 234                                                                 | 186.8                                                               | 152.8                                                               | 81.7                                                                | 56.2                                                                | 38.1                                                                | 25.1                                                                | 18.3                                                                | 46.3                                                                | 114.1                                                               | 137.4                                                               | 219.1                                                               |                                                                     |

### Rodovias
Os principais acessos à cidade de Ilha Solteira são:
- Rodovia Feliciano Salles da Cunha (SP-310)
- SP-595

## Demografia

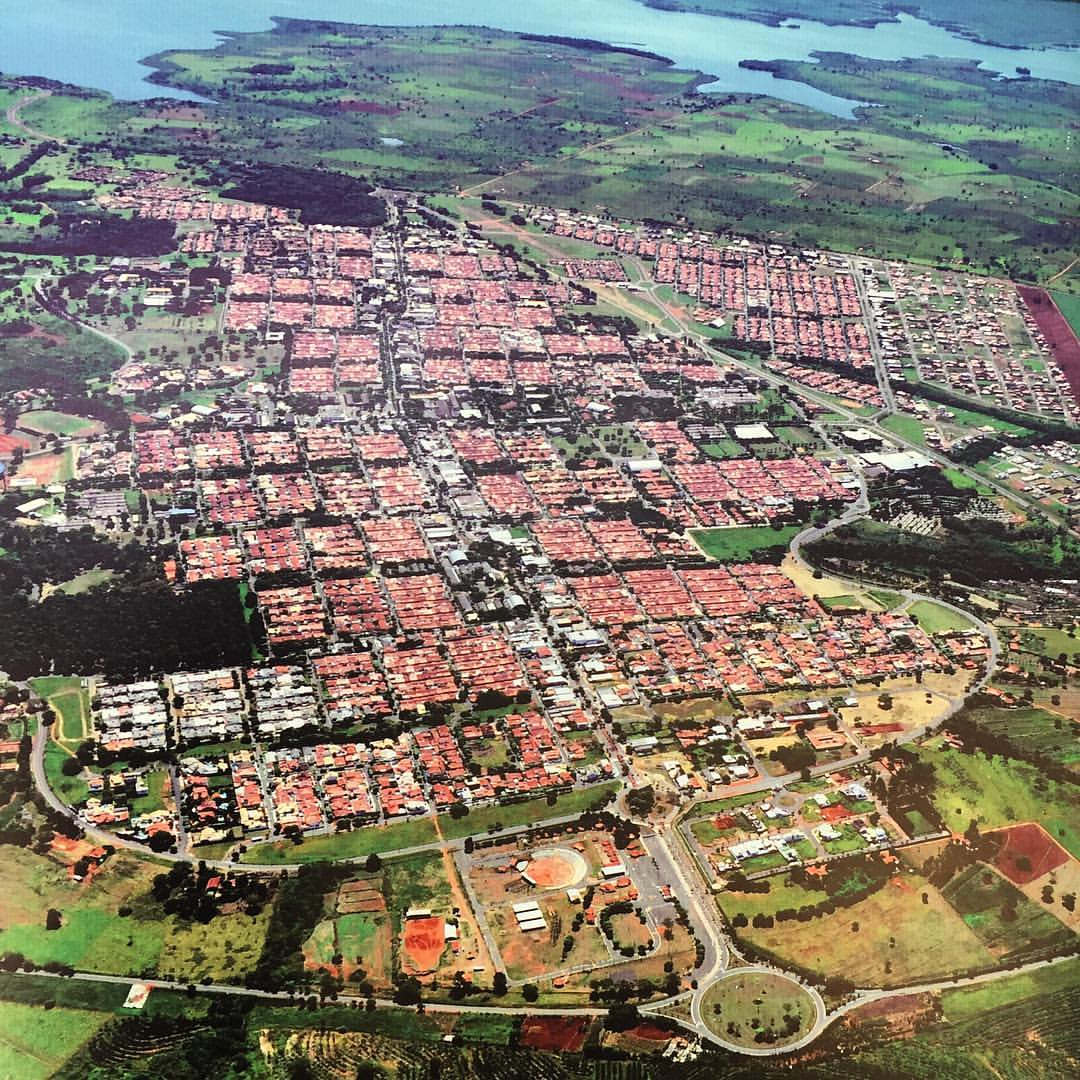
Vista aérea de Ilha Solteira.

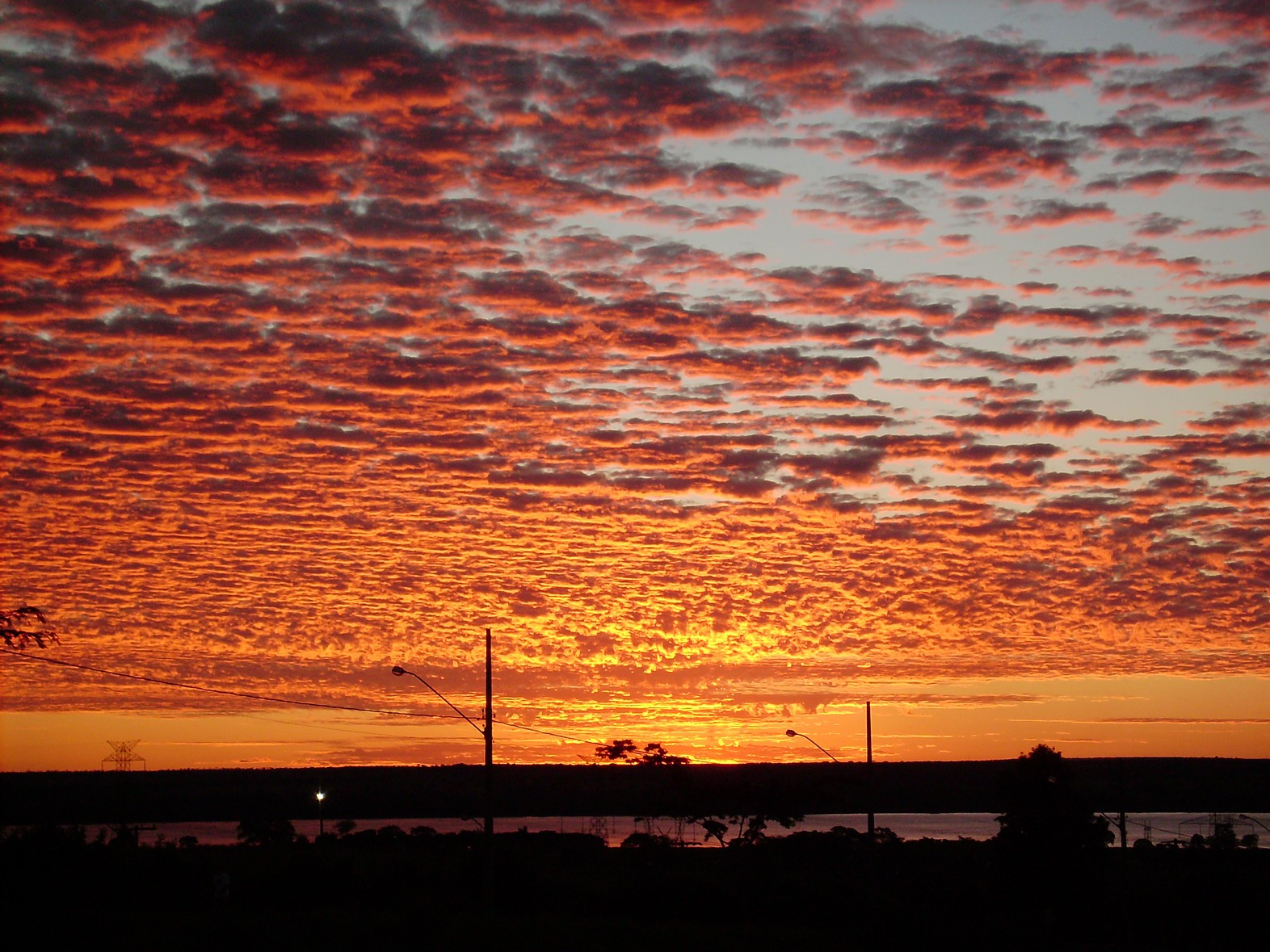
Pôr do Sol com o rio Paraná aos fundos.

### População
| Crescimento populacional                             | Crescimento populacional | Crescimento populacional | Crescimento populacional |
| Ano                                                  | População Total          |                          | %±                       |
| ---------------------------------------------------- | ------------------------ | ------------------------ | ------------------------ |
| 1970                                                 | 21 416                   |                          | —                        |
| 1980                                                 | 19 716                   |                          | −7,9%                    |
| 1991                                                 | 21 888                   |                          | 11,0%                    |
| 2000                                                 | 23 996                   |                          | 9,6%                     |
| 2010                                                 | 25 064                   |                          | 4,5%                     |
| 2022                                                 | 25 549                   |                          | 1,9%                     |
| Est. 2024                                            | 26 240                   | [ 20 ]                   | 2,7%                     |
| Fontes: Censos Demográficos IBGE e Estimativas SEADE |                          |                          |                          |

Considerando que os dados referentes aos Censos de 1970 até 1991 referem-se ao distrito de Bela Floresta, ao qual Ilha Solteira pertencia antes da emancipação.

### Dados demográficos

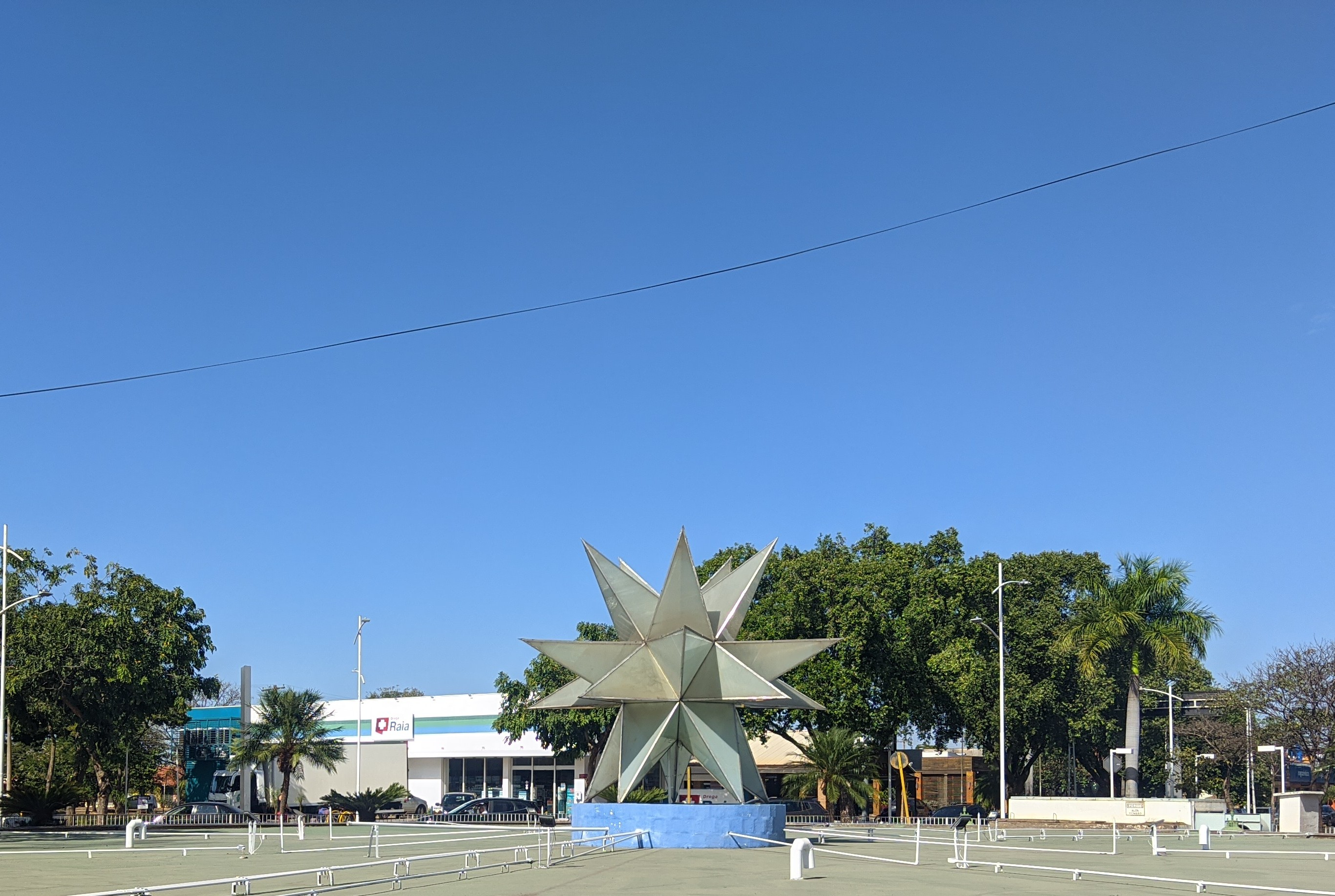
Monumento Estrela.

Ilha Solteira é considerada cidade universitária, o que gera uma população flutuante.
População total: 25.071
- Homens: 48,67%
- Mulheres: 51,33%
- Urbana: 93,83%
- Rural: 6,17%
- Mortalidade infantil até 1 ano (por mil): 10,75
- Expectativa de vida (anos): 77,84
- Taxa de fecundidade (filhos por mulher): 3,947
- Taxa de alfabetização: 94,77%

Fonte: Censo 2010 — IBGE/Seade

### Composição étnica
Ilha Solteira tem uma grande variação de raças, como consequência da miscigenação de brasileiros oriundos de várias regiões brasileiras para construção da UHE.
| Etnias   | Etnias      |
| Cor/Raça | Percentagem |
| -------- | ----------- |
| Branca   | 83,9%       |
| Negra    | 4,4%        |
| Parda    | 9,5%        |
| Amarela  | 1,8%        |
| Indigena | 0,2%        |

## Política e administração

### Governo
A Câmara Municipal é composta por nove vereadores e o prefeito atual é Rodrigo Kokim (PL).

### Símbolos oficiais

#### Brasão

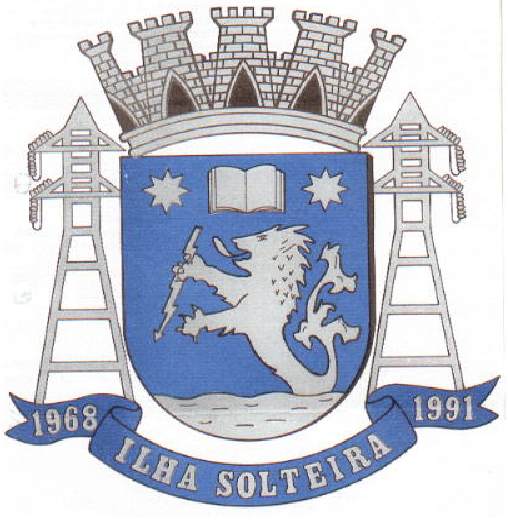
Brasão ilhense.

O brasão ilhense constitui-se de quatro elementos. Apresenta uma "coroa-mural" de cor prata, com portas pintadas de preto (significando que estão fechadas). No escudo "redondo", em fundo azul, um leão (símbolo de força), segurando um relâmpago (simbolizando a eletricidade), surgindo de uma faixa ondada em contrachefe, tudo de prata, banhado de negro; junto com os tenentes, fazem referência à importância de Ilha Solteira como represa e estação geradora de energia elétrica; o livro e as estrelas simbolizam a universidade instalada no município. Duas torres transmissoras de energia elétrica, de prata. Por fim, o listel, da mesma cor do fundo do escudo, traz o nome do município em letras de cor prata, ladeado pelos anos de emancipação e elevação do município.

#### Bandeira

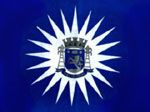
Bandeira ilhense.

Seu desenho consiste em um retângulo de fundo azul com uma estrela branca de vinte pontas com o escudo central do brasão municipal no centro. Além disso, está inscrito em letras de cor prata o nome do município e ladeado pelos anos de emancipação e elevação do município.

### Subdivisões
- Bairros: Morumbi, Santa Catarina, Zona Sul, Zona Norte, Centro, Ypê, Nova Ilha, Recanto das Águas, Jd. das Paineiras, Jd. Novo Horizonte, Jd. Aeroporto, Bela Vista, CDHU, COHAB, AM-13, Cinturão Verde, Alameda dos Pescadores, Morada do Sol, Portal do Bosque, Ilha Bela, Estrela da Ilha, Porto, Santa Maria da Lagoa, Sonho Meu.

### Cidade-irmã
Ilha Solteira e a cidade italiana de Monte Isola, celebraram um acordo visando o intercâmbio cultural, social, econômico, comercial e humanitário entre as duas cidades, mais conhecido como "cidades irmãs". A Praça Monte Isola possui um monumento que homenageia a celebração do acordo entre as cidades. O monumento é representado pelo tronco e raízes de uma aroeira.
- Monte Isola, na Itália, desde 2003;

## Economia

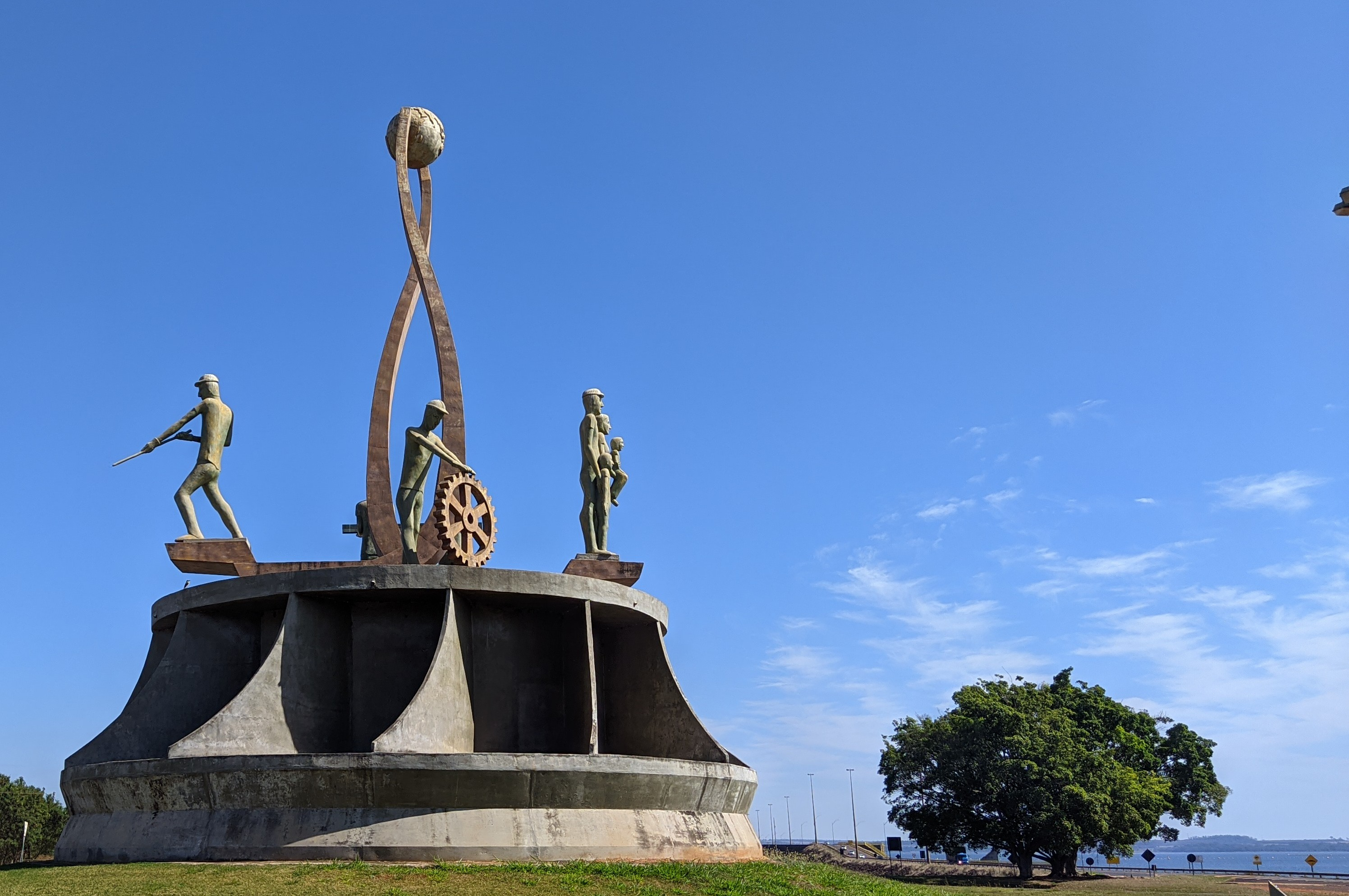
Monumento à Geração de Energia.

Entre os 42 municípios da região de Araçatuba, Ilha Solteira tem o 3º maior PIB, ficando atrás apenas de Araçatuba, com R$ 2,72 bilhões e Birigui, com R$ 1,25 bilhão em 2008.
Ilha Solteira continua liderando o valor adicionado bruto na Indústria. Já Araçatuba era líder em Agropecuária e Serviços. Na Agropecuária, Araçatuba lidera com valor adicionado bruto. Em segundo Ilha Solteira e em terceiro Birigui. Na Indústria, Ilha Solteira lidera, em segundo Araçatuba e em terceiro Birigui.
O PIB ilhense foi três vezes o segundo maior da região em 1999, 2000 e 2006. Atualmente, o PIB de Ilha Solteira teve crescimento com destaque na Agropecuária do município e nos serviços, e ainda liderando na Indústria.

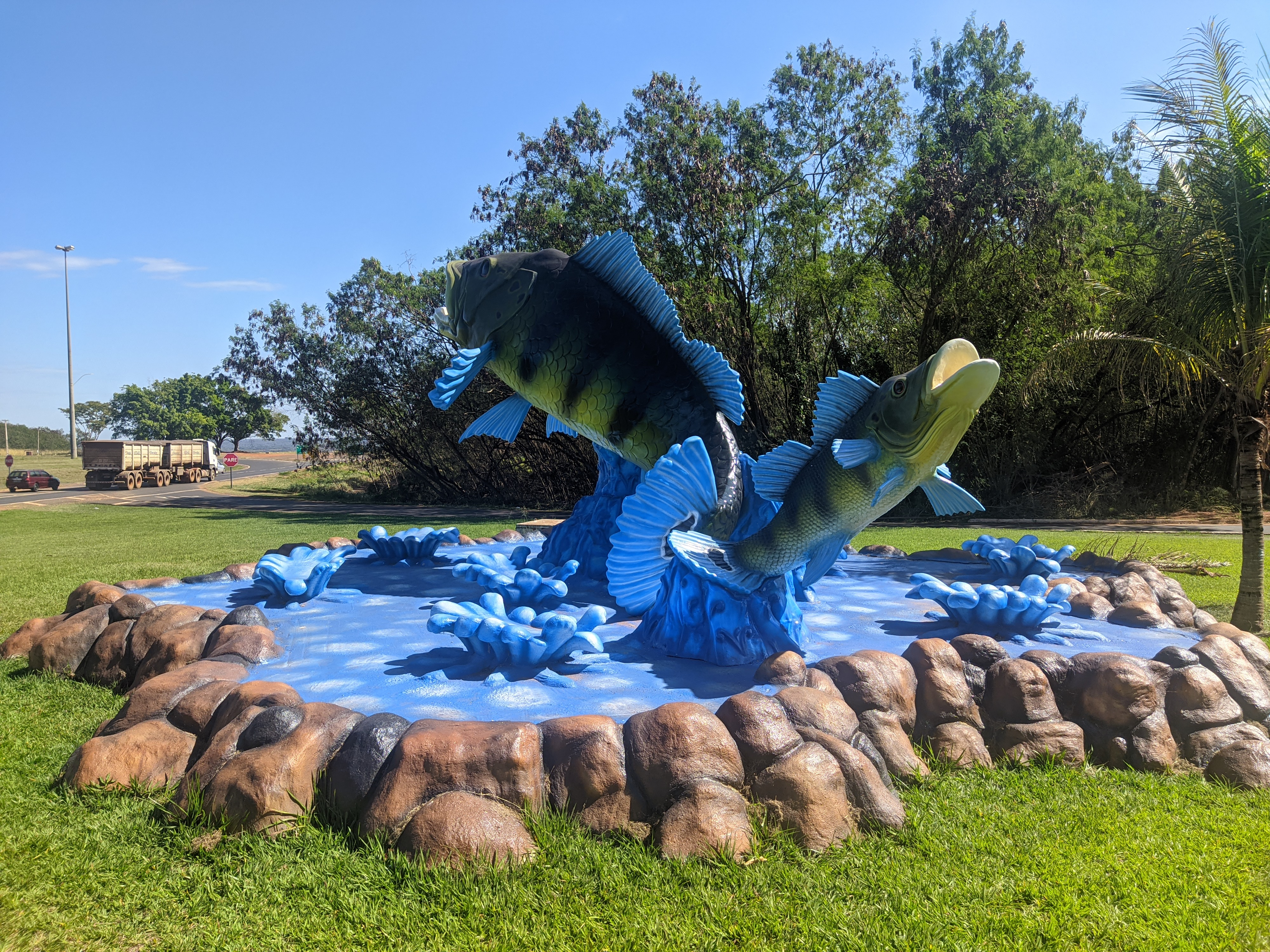
Monumento Peixes, no acesso às praias.

| Ano  | PIB (R$)      | PIB per capita (R$) |
| ---- | ------------- | ------------------- |
| 2009 | 1.119.043.000 | 44.475,31           |
| 2010 | 1.301.389.000 | 51.922,65           |
| 2011 | 1.319.350.000 | 52.467,59           |
| 2012 | 1.395.137.000 | 55.305,51           |

Fonte:.

### Agricultura e pecuária
Produção pecuarista e de grandes culturas como feijão e milho, a comercialização é feita através de entrepostos e fora do município. Na produção familiar a comercialização é mais local e/ou regional.

### Indústria
Ilha Solteira conta com quatro indústrias de médio porte e em com vinte e quatro pequenas indústrias que fabricam os mais variados produtos desde alumínio em geral, produto de limpeza, confecções e malhas, gelo, queijo e derivados, móveis rústicos, equipamentos eletrônicos, recauchutagem de pneus entre outros.
A Prefeitura criou o Projeto “Incubadoras” como forma de incentivar a instalação de novas empresas, oferecendo facilidades na aquisição do prédio. Essas incubadoras estão instaladas no Distrito Industrial, garantindo assim a geração de novos empregos diretos e indiretos.

### Comércio e serviços
Na cidade de Ilha Solteira os setores de comércio e de serviços não são os principais alavancadores da economia como acontece em algumas cidades da região.
Segundo informações fornecidas pela Associação Comercial das empresas associadas e não associadas. A cidade de Ilha Solteira conta hoje com mais de 300 lojas que fornecem vários produtos desde confecções, calçados, serviços especializados, materiais de construção e muitos outros.

### Usina hidrelétrica

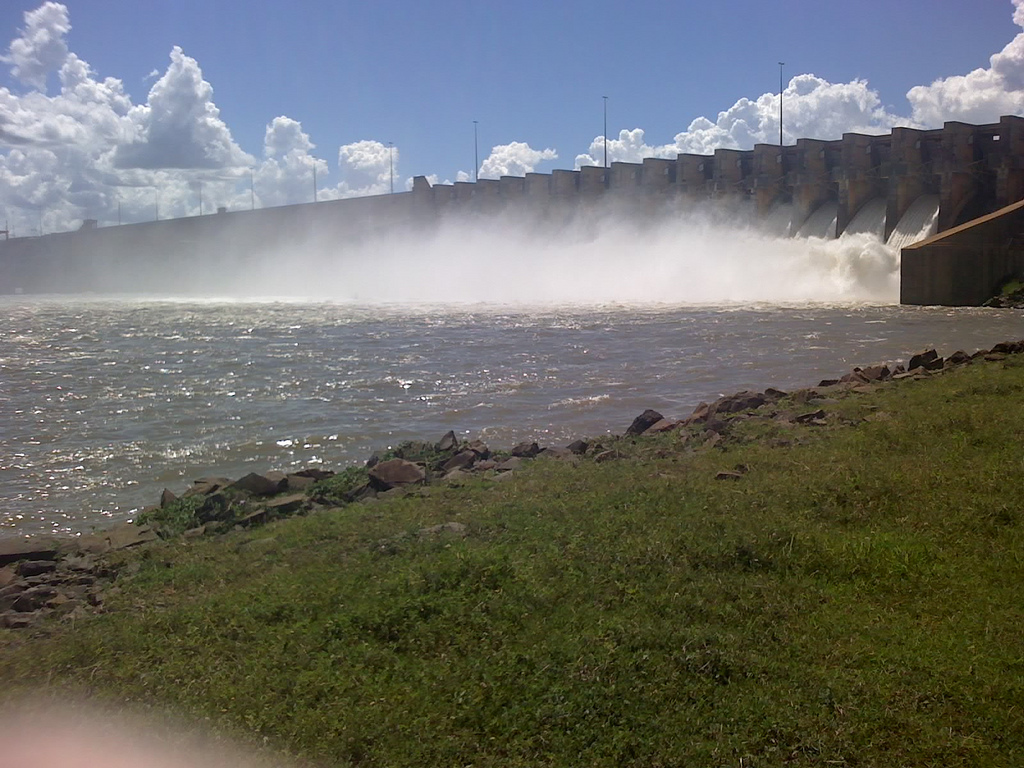
Usina Hidrelétrica de Ilha Solteira.

A Usina Hidrelétrica de Ilha Solteira é uma usina com alto desempenho operacional que, além da produção de energia elétrica, é de fundamental importância para o controle da tensão e frequência do Sistema Interligado Nacional.
Mais recentemente a imprensa de Ilha Solteira divulgou matéria informando que é fato latente a construção de uma usina nuclear na região e foi mais além, com depoimentos favoráveis a que faça gestões no sentido de trazer para a cidade uma usina dessas, para a cidade de Ilha Solteira.
Isso revela uma verdade do posicionamento político da atual administração que luta para ser endereço do Programa Nuclear Brasileiro, declarações defendem a construção de uma usina, como forma de "gerar empregos, aumentos os recursos de impostos e reaquecer o comércio".

## Infraestrutura

### Saneamento

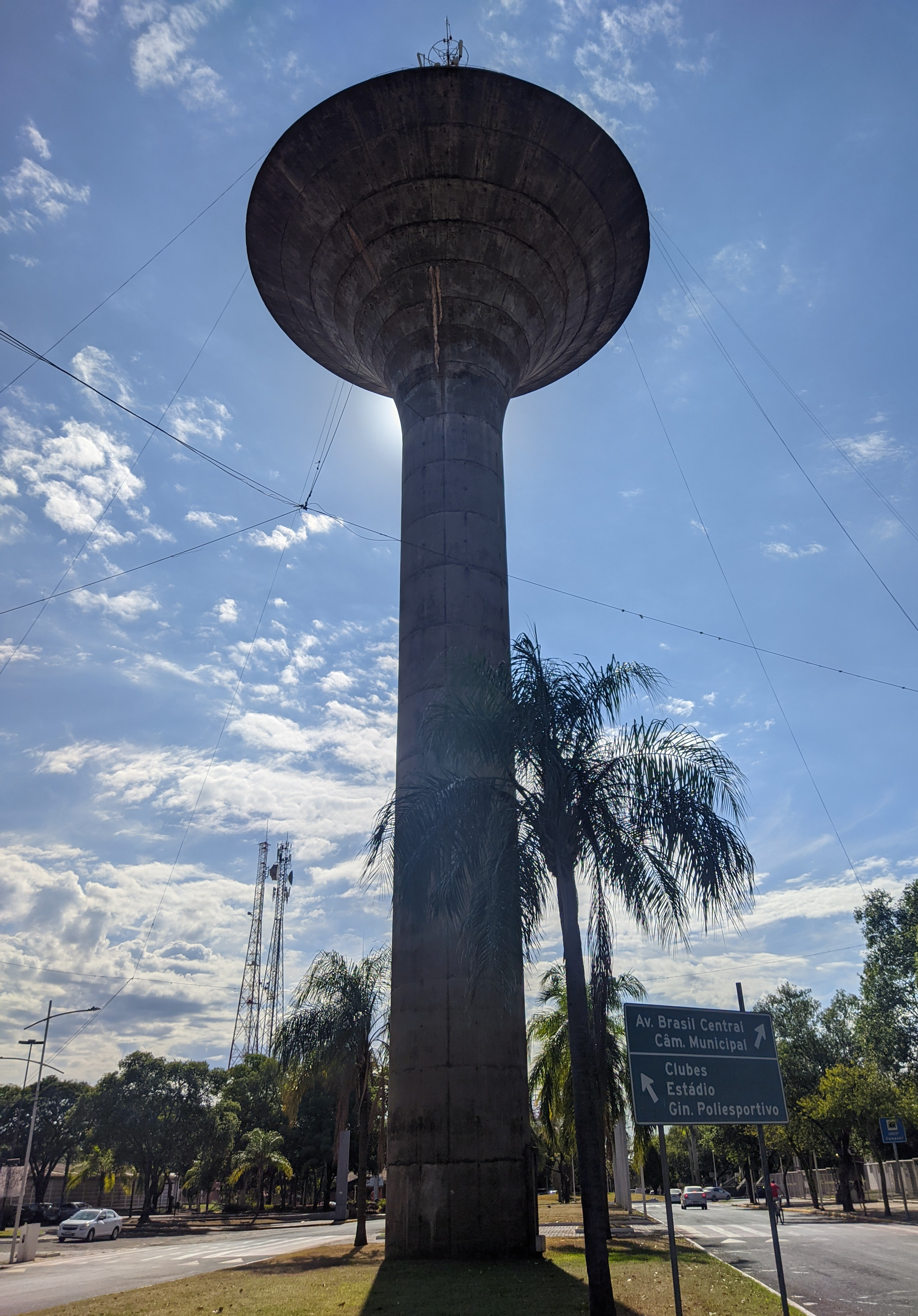
A famosa caixa d'água.

O serviço de abastecimento de água da cidade é feito pelo Departamento de Habitação, Saneamento e Urbanismo (DHSU).

### Energia
A responsável pelo abastecimento de energia elétrica é a Neoenergia Elektro, antiga CESP.

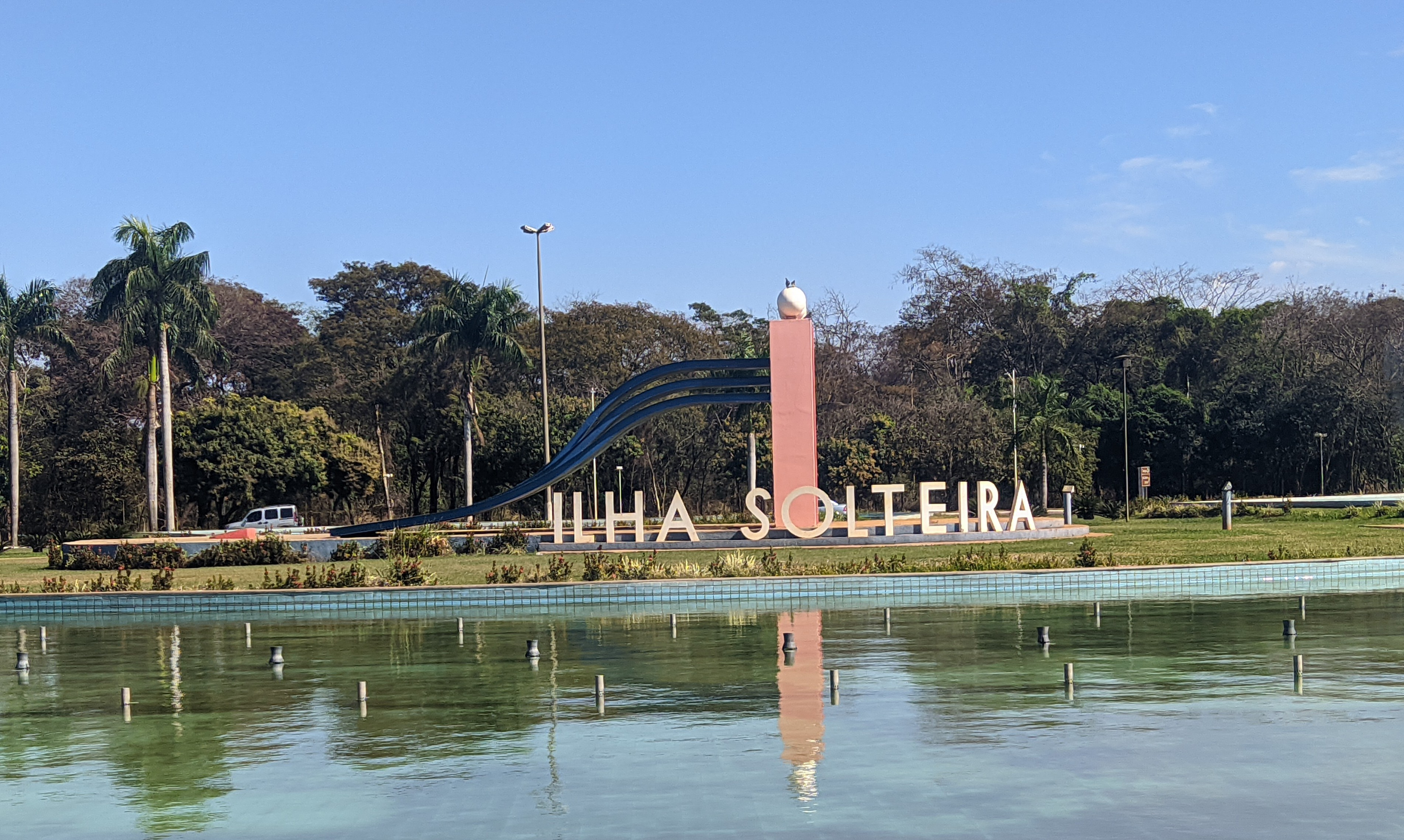
Monumento aos Barrageiros.

### Educação
Ilha Solteira conta com nota 0.974 em educação de acordo com o PNUD, considerada alta. O município dispõe de nove pré-escolas (uma estadual, seis municipais e duas privadas), dez escolas de ensino fundamental (duas estaduais, três municipais e cinco privadas), seis de ensino médio (duas são estaduais e quatro privadas). O Censo Escolar do Inep aponta para um número total de 4.662 alunos matriculados em Ilha Solteira durante o ano letivo .
Desse total, aproximadamente 10% dos alunos dos ensinos infantil, fundamental e médio encontram-se em escolas privadas. A cidade conta com um número total de 324 docentes nos Ensinos Pré-Escolar, Fundamental e Médio, segundo informações do IBGE para o ano de 2009.
Funcionam também escolas profissionalizantes como a ETEC de Ilha Solteira e a IFSP Campus Avançado Ilha Solteira.

#### Ensino superior
Há ainda algumas instituições de ensino superior, como a Universidade Estadual Paulista Júlio de Mesquita Filho (UNESP), União das Instituições Educacionais de São Paulo (UNIESP) e Faculdade Reunida (FAR).
O município é um dos 24 que contam com campus da Universidade Estadual Paulista "Júlio de Mesquita Filho". O campus UNESP de Ilha Solteira oferece 8 cursos de graduação e 8 cursos de pós-graduação, em torno da qual existe um grande centro de pesquisa responsável pelo desenvolvimento da tecnologia elétrica. Tal característica contribui para o fortalecimento do município como um polo tecnológico. Há de se ressaltar, também, que a cidade de Ilha Solteira possui o décimo melhor IDH entre os municípios paulistas.

### Comunicações

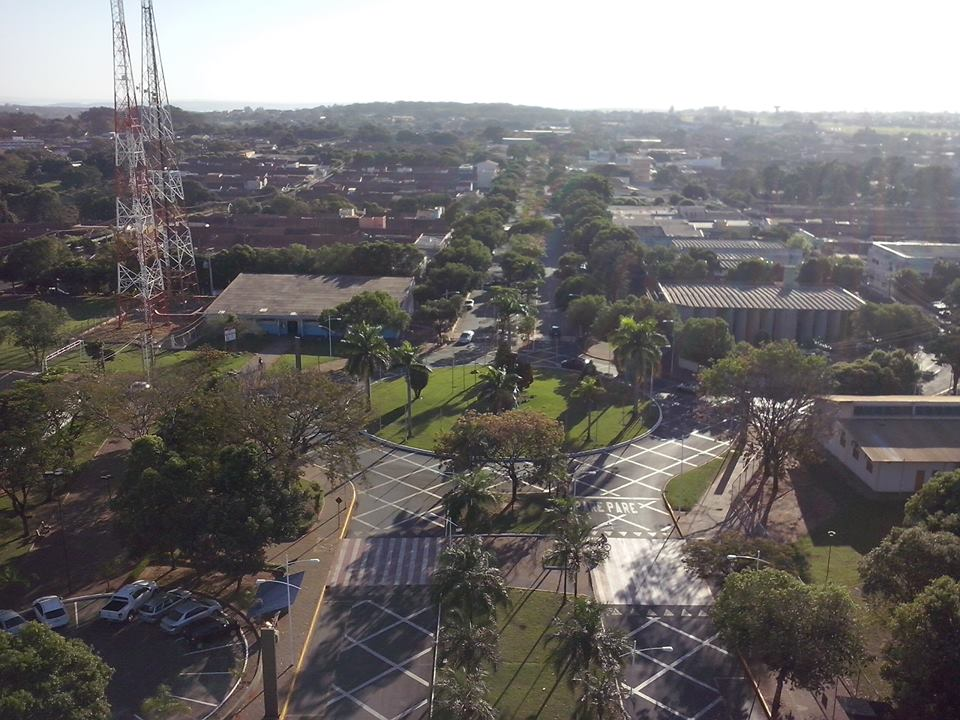
Torres do sistema de microondas e central telefônica de Ilha Solteira.

O sistema de telefones automáticos foi inaugurado na cidade pela Companhia de Telecomunicações do Estado de São Paulo (COTESP) em 1971. Já o sistema de discagem direta à distância (DDD) foi implantado em 1984 pela Telecomunicações de São Paulo (TELESP), com o código de área (0187). Na década de 90 o código DDD da cidade foi alterado para (018), para padronização do sistema telefônico com a telefonia celular que estava sendo implantada em todo o estado.
O município conta ainda com jornais em circulação. No ano de 2010 são quatro no total: Jornal da Ilha, A Voz do Povo e o Folha da Ilha (fora os regionais). Ainda há emissoras de rádio como: Ilha FM (104.9), Band FM (95,9), Rádio Ilha (99,7) e outras.
A cidade recebe sinal de diversas emissoras de televisão, além de receber o sinal das emissoras TH+ SBT Interior, RecordTV Rio Preto, a TV TEM São José do Rio Preto e TV Bandeirantes SP Interior.

### Saúde
O município dispõe de: Hospital de Base (Regional), Maternidade, Pronto-Socorro, Postos de Saúde (UBS/PSF/ESF), Centro Odontológico, Farmácia Municipal, Unidade de Atendimento Médico e Social, Cemitério Municipal, Centro de Reabilitação dos Distúrbios da Fala (CERDIF), Núcleo de Saúde Mental (NUSAM), Centro de Referencia em Saúde do Trabalhador (CEREST).

### Transportes
Rodoviário

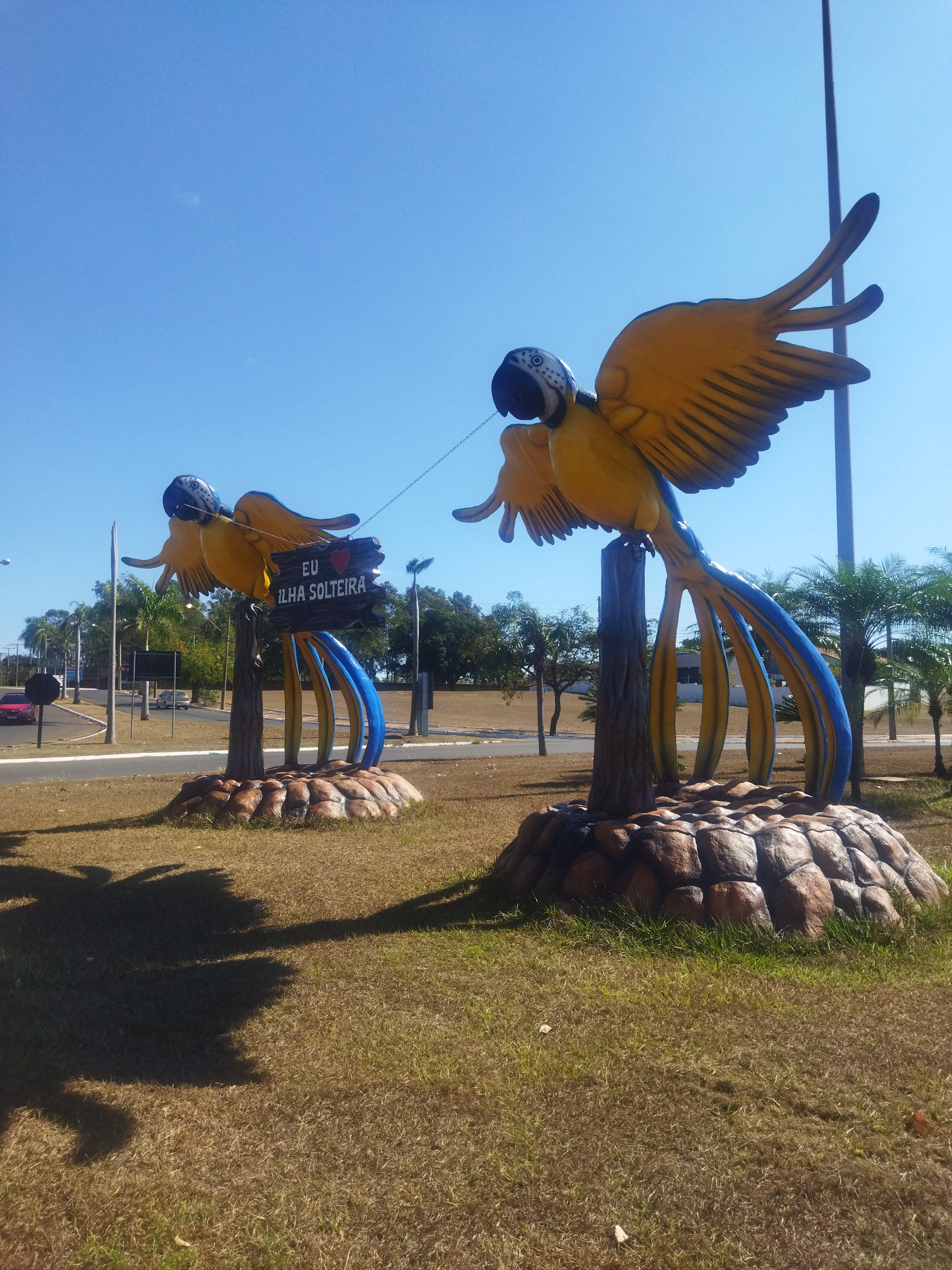
Monumento Araras.

O município conta com uma única empresa de transportes públicos: Trans-Massei. O transporte terrestre  é realizado pelas empresas de ônibus: Reunidas Paulista, Expresso Itamarati e Viação São Luiz, sendo somente para pessoas e cargas de pequeno porte. O transporte de cargas pesadas e de grande quantidade é realizado por caminhões.
Aéreo
O município contou com o aeroporto estadual "Theo Dutra", código IATA ILB, com pista pavimentada para pouso de pequenas e médias aeronaves. Em 1999, houve a desativação do aeroporto, atualmente, sua pista é usada para campeonatos de Veículo aéreo não tripulado. O nome do aeroporto é uma homenagem ao jornalista José Theodoreto Souto e Dutra, da Folha de S. Paulo, cuja última matéria, publicada pouco antes de morrer, tratava da construção da barragem de Ilha Solteira. Ele faleceu em acidente de carro em 1973, quando retornava à cidade para continuar a cobertura jornalística sobre a barragem.
Hidroviário
O transporte Hidroviário realizado na Hidrovia Tietê - Paraná em Ilha Solteira, é somente para cargas como combustível, milho, soja e farelo de soja, os dois últimos mais fluentes.

## Cultura e lazer

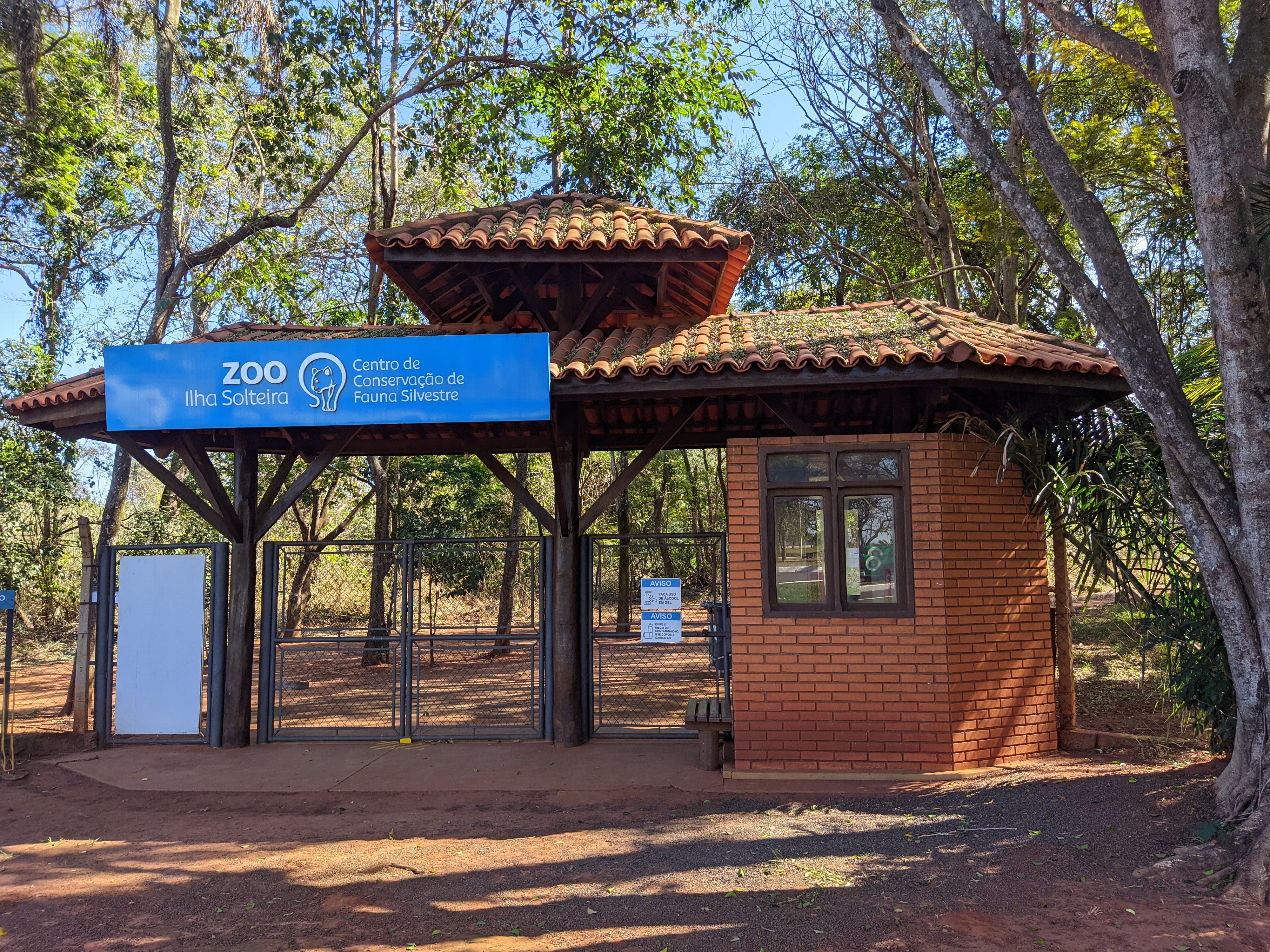
Zoo Ilha Solteira.

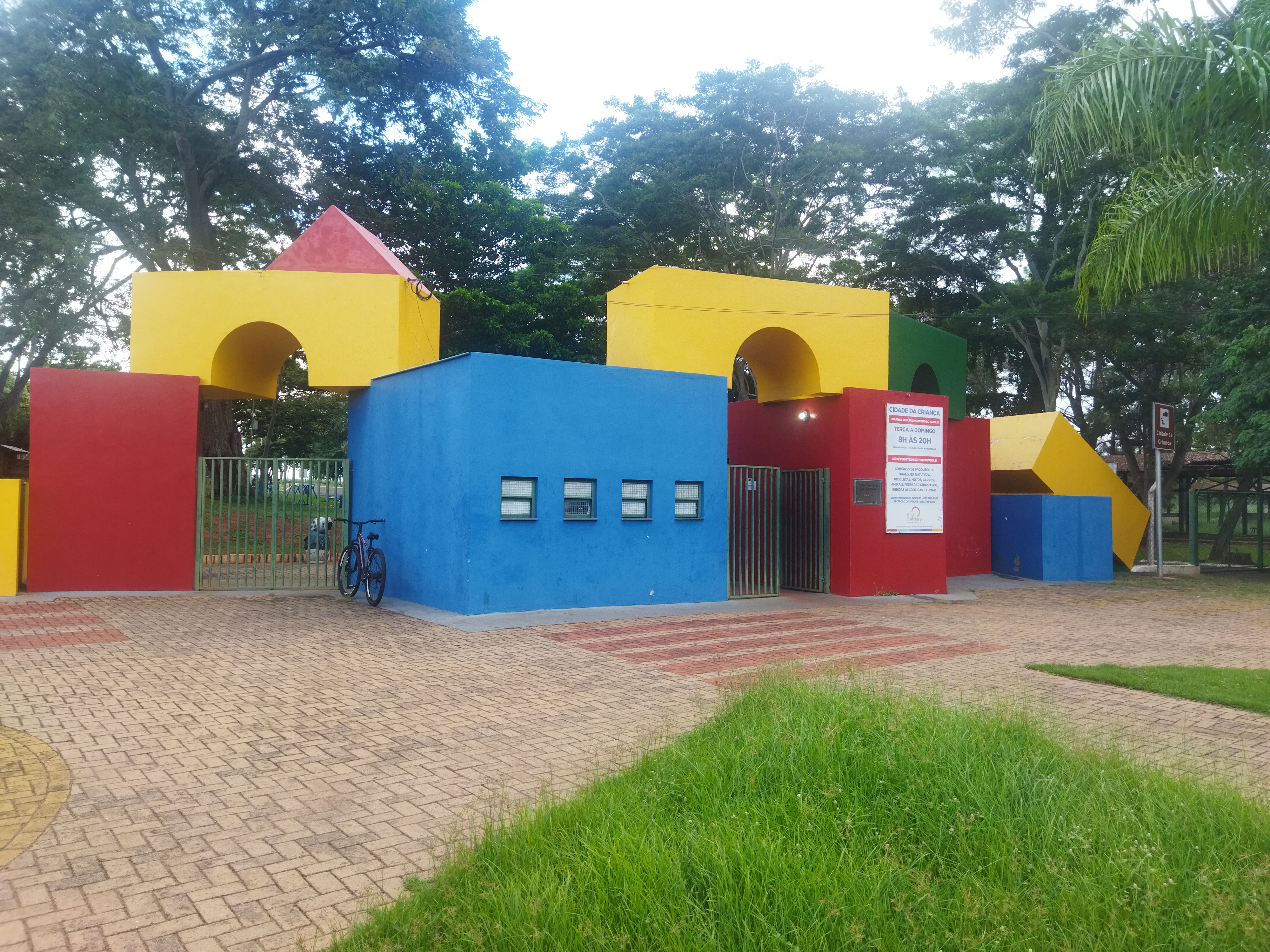
Cidade da Criança.

Ilha Solteira possui cultura e turismo ricos e diversificados, em função da grande proporção de pessoas que tem alto grau de instrução, que estudam e/ou exercem alguma atividade artística cultural no município. A cidade se evidenciou culturalmente em âmbito regional e estadual devido à qualidade da sua produção cultural. Em meados de 2001, Ilha Solteira recebeu o título de "Capital da Cultura" por ser a única cidade do Estado de São Paulo com menos de 80 mil habitantes que participa de todas as modalidades promovidas pelo Mapa Cultural Paulista. Na cidade ocorrem eventos de grande repercussão regional, tais como: Feiras Agropecuárias e Comerciais, Feiras de Artesanato, Festivais de MPB, Torneios de Pesca Esportiva, Semanas das Engenharias, Reuniões e Congressos Técnico-Científicos.
Ilha Solteira é a única cidade em toda a América do Sul com um Professor Doutor para cada 150 habitantes. Em cada 12 ilhenses, um é estudante. Em cada 33, um é praticante de arte.

### Eventos
O município possui diversidades culturais muito marcantes, por esse motivo celebra quase todos os meses uma festa diferente, logo no início do ano celebra o começo do ano com a virada na praia, fogos de artifício e show pirotécnico, o carnaval na praça no mês seguinte, no meio do ano acontece o Moto Fest, que se apresenta há mais de 10 anos, no mês de outubro que é o seu aniversário, celebra com muita, a FAPIC é a festa mais esperada pela população, com ela vem a Festa do Peão e Feira Agropecuária, no último mês do ano acontece o Natal Legal, onde é enfeitada com decorações natalinas feitas de garrafas PET, tudo feito por cooperativas do município.
Os principais eventos da cidade são:
Réveillon da Praia, Projeto Verão em Ação, Carnaval Popular, Encontro de Companhia de Folia de Reis, Festival Gospel, Torneio de Pesca Esportiva ao Pacu, Feira Náutica, Encontro de Cowboys, A Mais Bela Voz, Maio Cultural, Arraiá na Praça, Festival de Inverno, Feira de Artesanato, Feira do Livro, Festival Nacional de MPB, FAPIC (Feira Agropecuária, Industrial e Comercial), Festa do Peão, Festa do Padroeiro, Aniversário do Município, Exposição dos Artistas Ilhenses, Natal Cultural, Festival Interunesp de MPB, Rally Subaquático do Lago, Concurso de Fotos Fotografe, Torneio de Pesca Esportiva ao Tucunaré, IlhaCross, Moto Fest, Beatles Weekend, Mostra de Teatro, Campeonato de Churrasco, Festa da Mandioca, etc.

### Biblioteca e museu
A Biblioteca Pública Assis Chateaubriand possui além de diversas obras em seu acervo, revistas e registro de todos os jornais da cidade e o Museu Nara Lúcia Nonato sempre conta com exposições de artes.

### Praias de Ilha Solteira

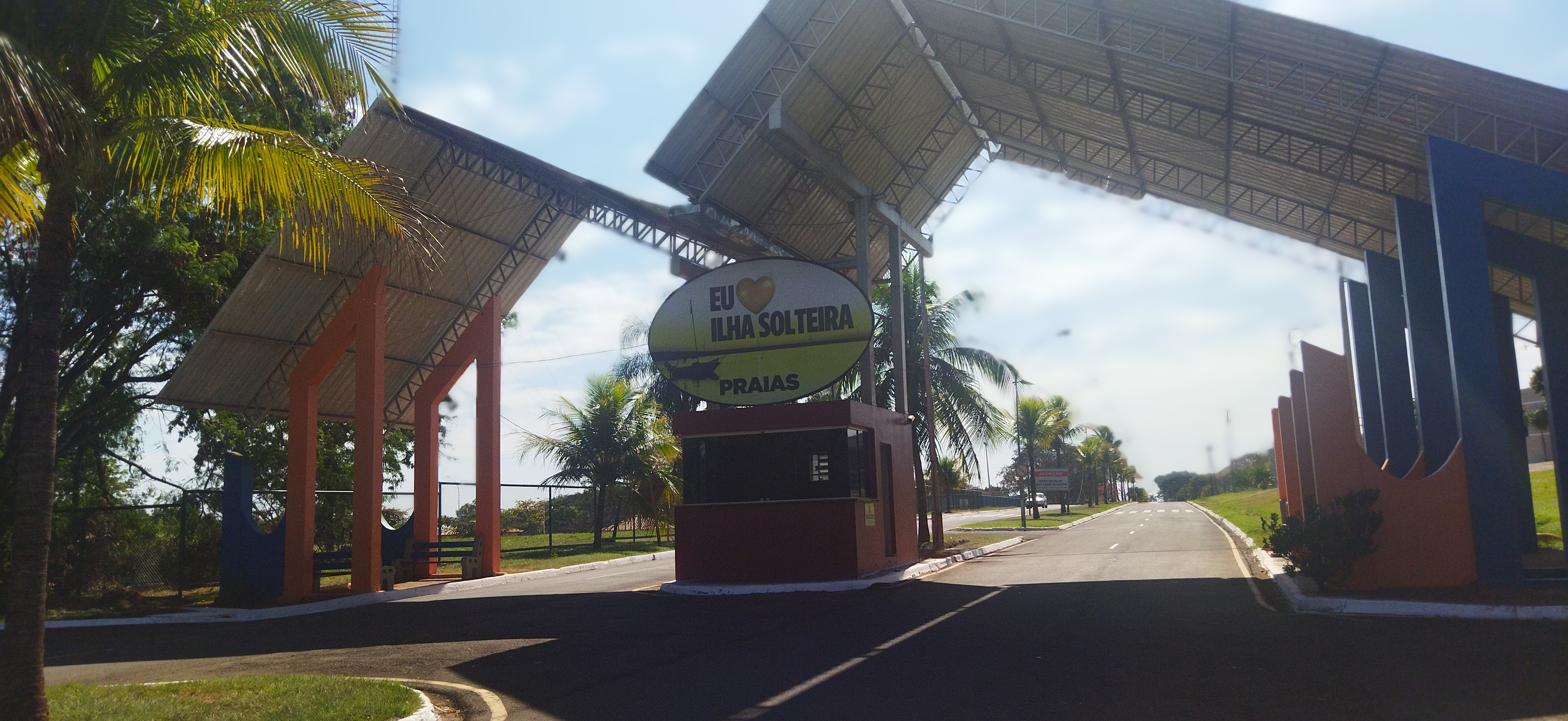
Portal de acesso às praias.

O município possui um Parque Balneário que apresenta mais de 100 ha. de área dividida em duas Praias: Catarina e Marina.
Praia Catarina

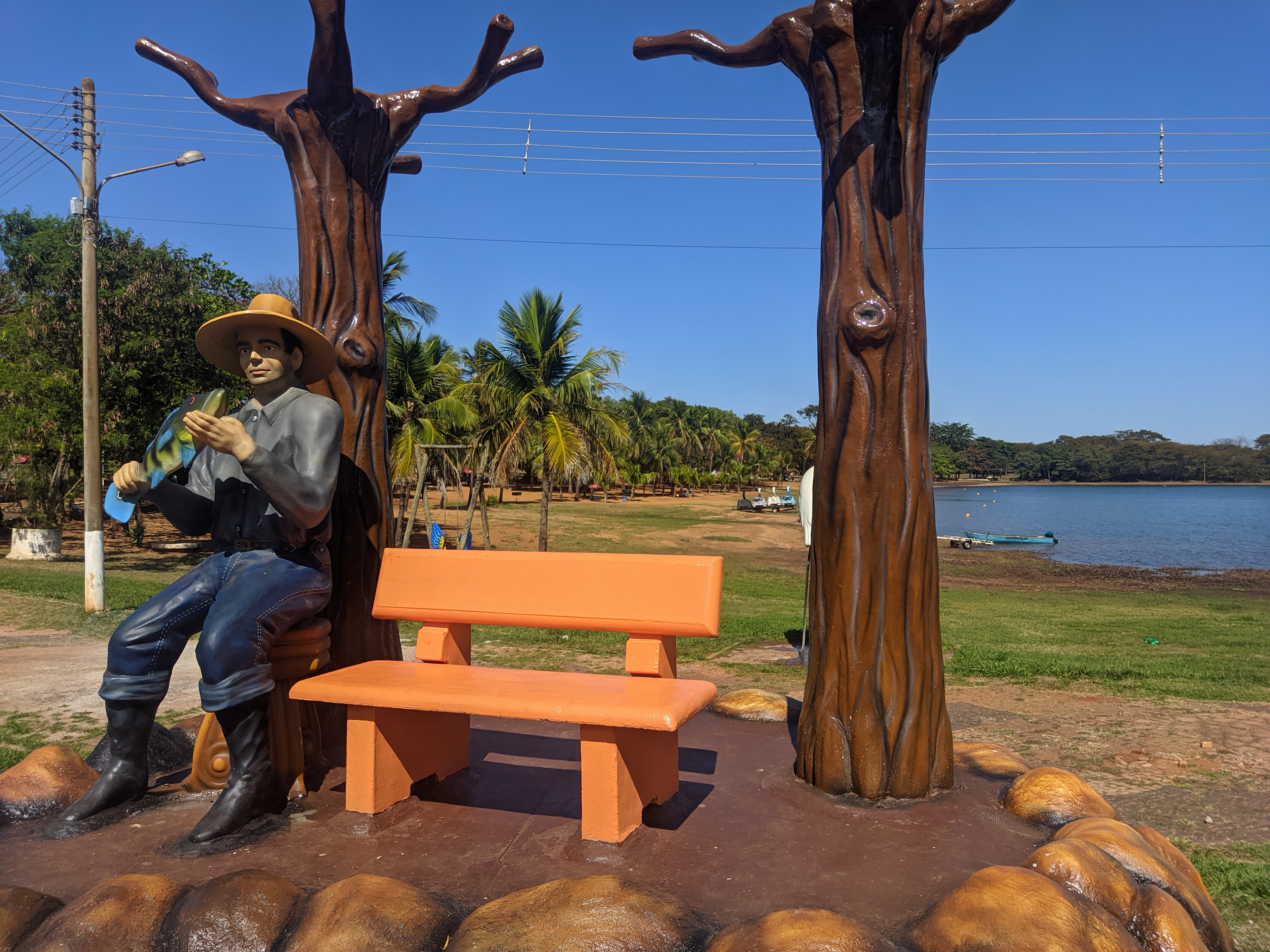
Monumento pescador na Praia Catarina.

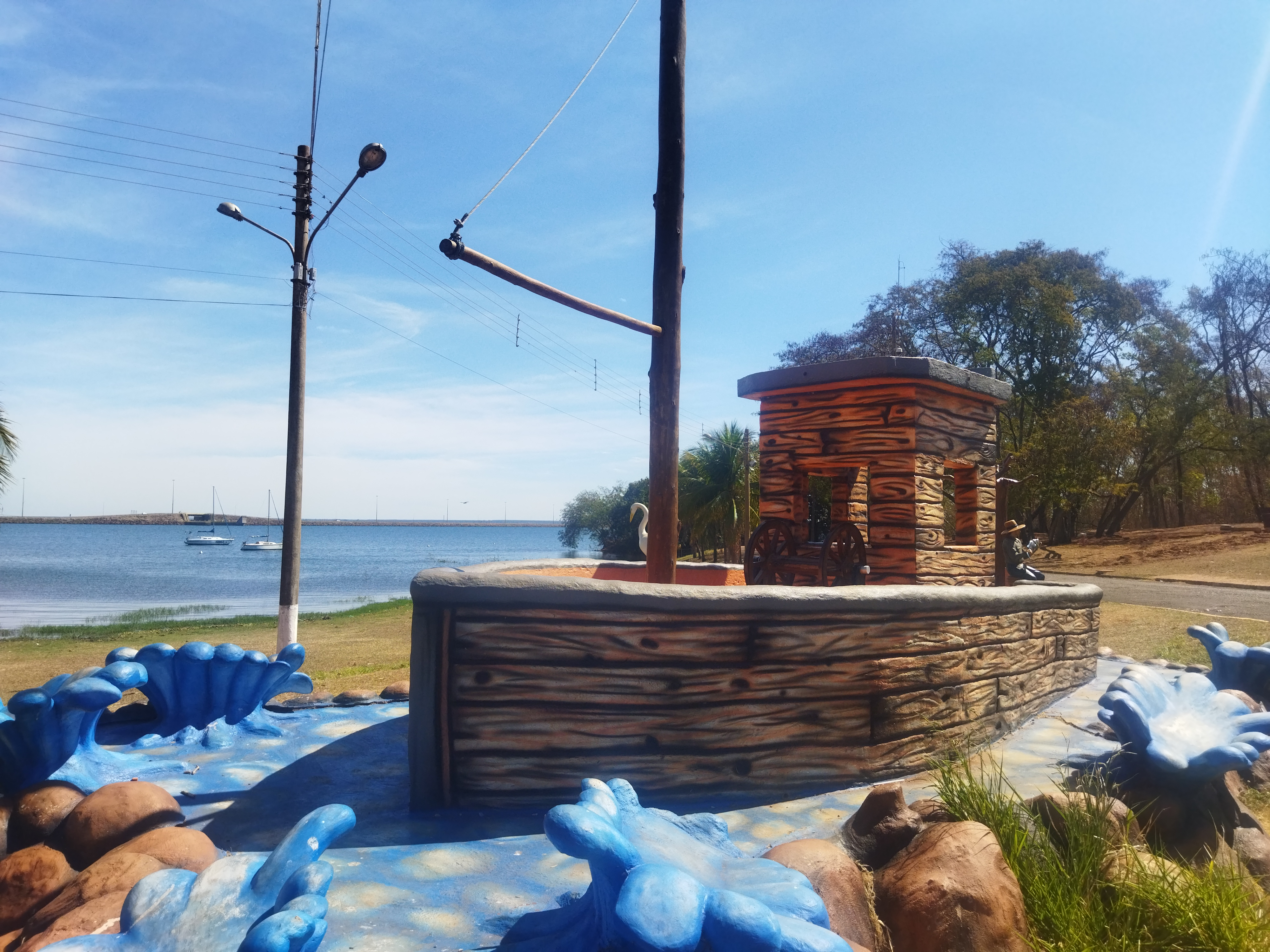
Monumento na Praia Catarina.

A Praia Catarina está localizada no Rio Paraná, com infraestrutura voltada ao lazer. Possui águas calmas e límpidas próprias para o mergulho, o passeio de barco pelo lago, além da prática de esporte aquático e um local de lazer para visitantes e moradores. O local é procurado pelas famílias por oferecer boa infraestrutura, restaurantes e quadras poliesportivas.
Praia Marina
A Praia Marina situa-se a margem esquerda do rio São José dos Dourados, na foz com o rio Paraná, com infraestrutura voltada somente para o lazer náutico. Possui infraestrutura voltada para praticantes de windsurfe, jet-ski, prancha à vela, barcos a motor e há canchas, bar, lanchonete, além de píer para embarque e desembarque.

### Música
O município conta com uma orquestra. A Orquestra Popular Urubupungá, sob a regência do maestro Wellington Reginaldo Rodrigues dos Santos, tem como principal objetivo, resgatar, valorizar e dar continuidade às culturas tradicionais do Estado de São Paulo, valorizando a música, preservando, assim, a sua identidade. Atualmente, tem a mais recente banda Nebraska.

### Folclore
A lenda da Velha Barrageira

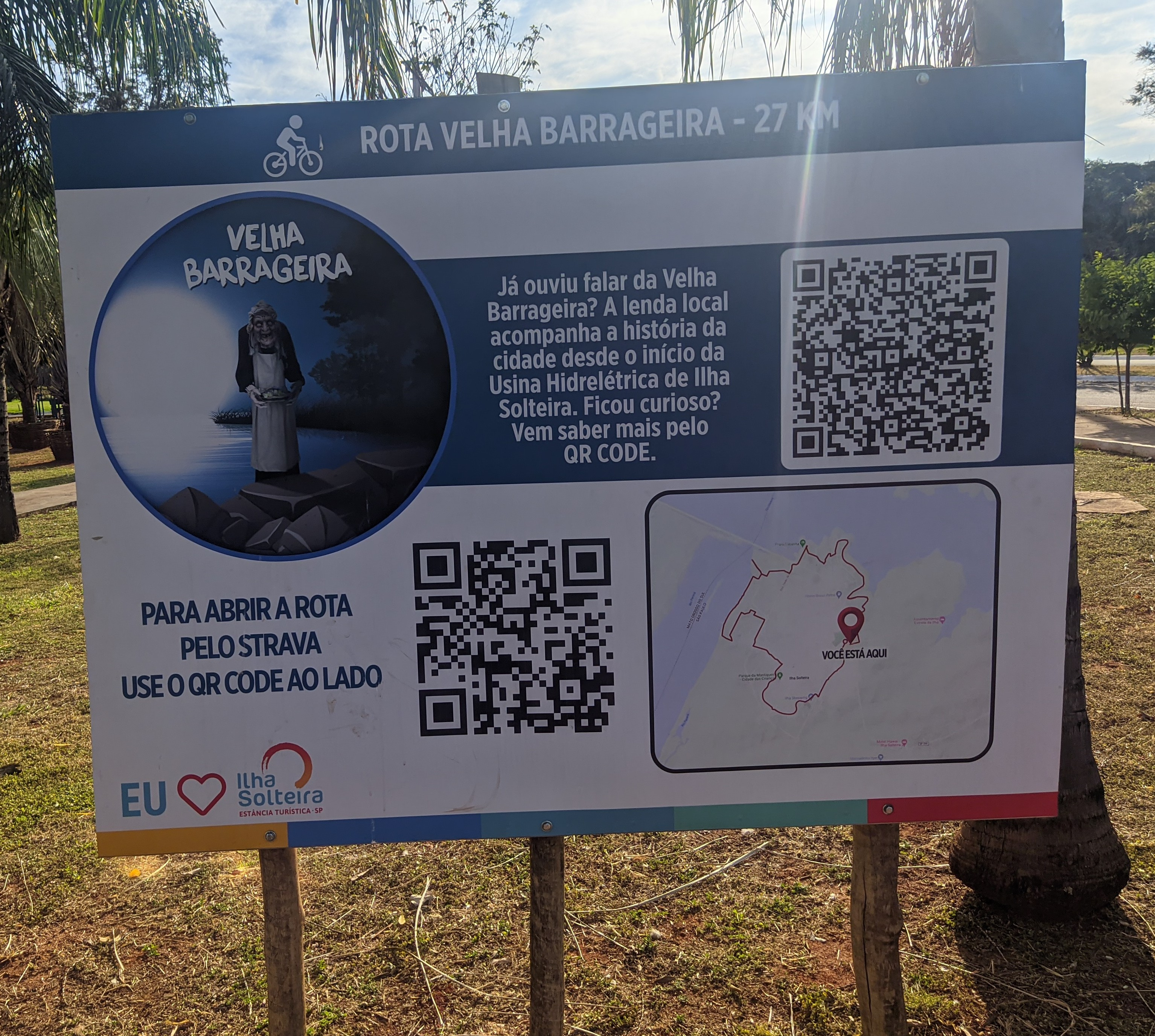
Informativo sobre a lenda da Velha Barrageira.

Parte das terras necessárias para a construção da Usina Hidrelétrica de Ilha Solteira pertenciam a uma senhora que não queria vende-las. No entanto, as mesmas foram alagadas e a senhora foi remanejada das suas terras. Passado um certo tempo a senhora faleceu e tornou-se um problema impressionante. Diz a lenda que caminhoneiros davam carona para a velha e quando chegavam na rotatória da cidade ela não mais se encontrava na cabine. Esse fato por muito tempo assustou caminhoneiros que pelo município de Ilha Solteira passavam. Em 2009, o compositor e escritor Hugo Brasarock venceu o Festival Nacional de MPB de Ilha Solteira com uma canção sobre isso, e em 2013 publicou um livro infantojuvenil, tendo como pano de fundo, a lenda da Velha Barrageira.

### Shoppings e cinema
Na praça central da cidade, está localizado, o Cine Paiaguás, denominado antigamente como Cine Ilha. Há também dois Mini-shoppings localizados no centro da cidade, o Mini shopping Norte e o Plaza Sul. Na Avenida Atlântica está localizado o Ilha Shopping que foi inaugurado no dia 6 de junho de 2013 e conta com salas de tecnologia 3D.

### Esportes
Devido a suas características, como seu relevo plano e seu planejamento urbanístico, com muitas praças, áreas verdes, o ginásio de esportes e o estádio, Ilha Solteira apresenta boas condições para praticantes de esportes. A cidade possui:
- Estádios e Ginásios: Estádio Frei Arnaldo, Ginásio Poliesportivo e Campo do Buru.

### Feriados
Em Ilha Solteira há três feriados municipais, oito feriados nacionais e três pontos facultativos, que foram definidos pelo Decreto nº 5333. Os feriados municipais são: o dia do aniversário da cidade, em 15 de outubro; o dia da Consciência Negra, em 20 de novembro; e o dia de São Francisco de Assis, padroeiro municipal, comemorado em 4 de outubro. De acordo com a lei federal n.º 9.093, aprovada em 12 de setembro de 1995, os municípios podem ter no máximo quatro feriados municipais de cunho religioso, já incluída a Sexta-Feira Santa.

## Pessoas ilustres
- Paulistas de Ilha Solteira

## Religião

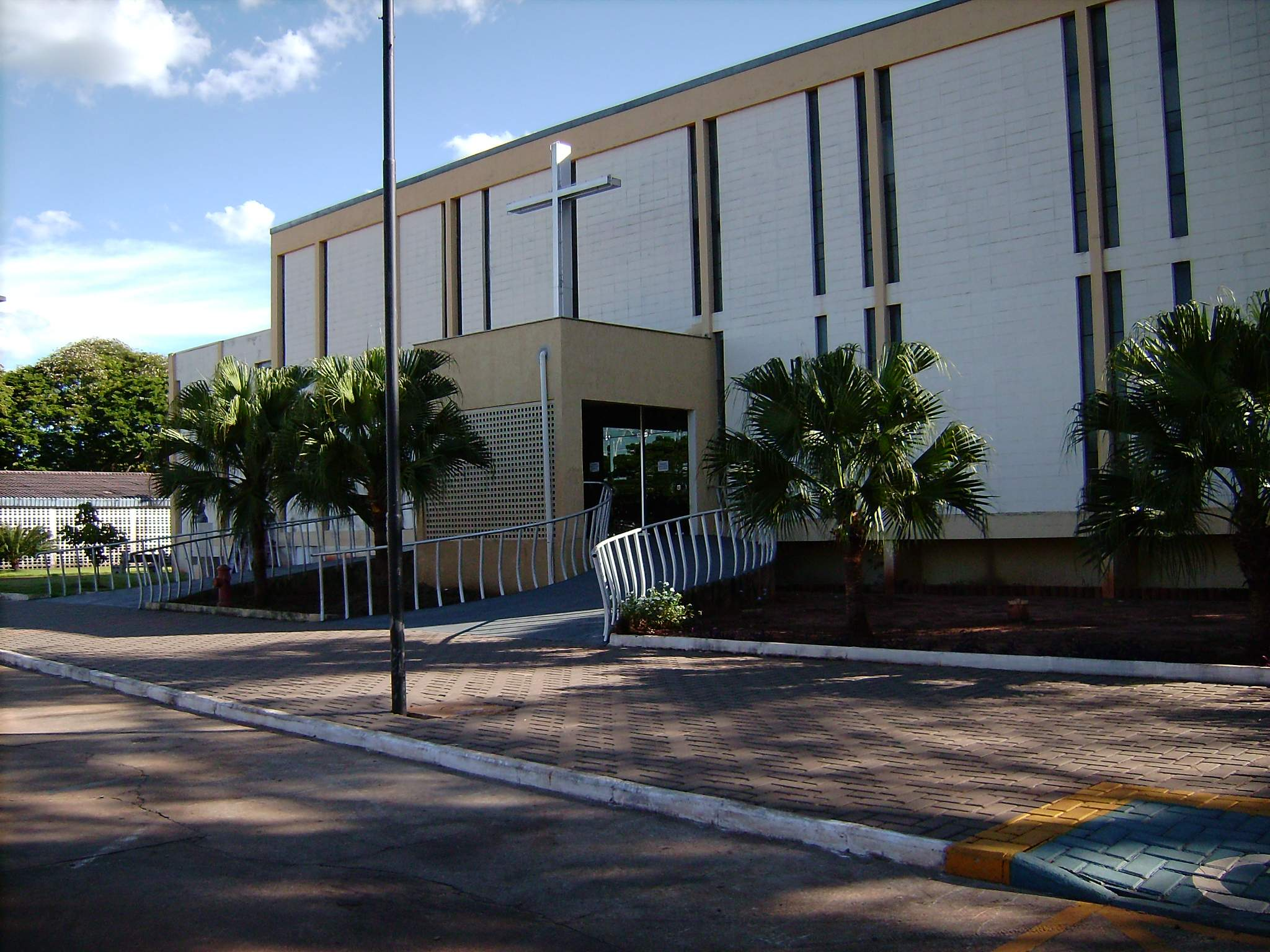
Igreja Matriz.

O Cristianismo se faz presente na cidade da seguinte forma:

### Igreja Católica
- A igreja faz parte da Diocese de Jales.[45]

### Igrejas Evangélicas
Entre as igrejas protestantes históricas, pentecostais e neopentecostais, encontram-se na cidade:
- Assembleia de Deus Ministério do Belém.[48][49]
- Congregação Cristã no Brasil.[50]
- Igreja Batista (CBB)